# Celtic Football Club Women
The Celtic Football Club Women, citato anche come Celtic FCW o più semplicemente come Celtic (/sɛltɪk/), è una squadra di calcio femminile britannica con sede a Glasgow, Scozia, e iscritta alla Scottish Women's Premier League, livello di vertice del campionato scozzese femminile di calcio.
Istituita nel 2007, la squadra è affiliata al Celtic Football Club, utilizzandone simboli, colori sociali e impianti di allenamento, giocando dal 2015 le sue partite casalinghe al K-Park Training Academy di East Kilbride, impianto che condivide con il club maschile dell'East Kilbride.

## Storia
La sezione femminile del Celtic fu istituita nel 2007 quando acquisirono la squadra dell'Arsenal North Ladies Football Club, fondando allo stesso tempo una Girls and Women's Football Academy.
Nella sua stagione inaugurale il Celtic riesce ad accedere alla finale di Scottish Women's Cup del maggio 2008, incontro perso 3-1 con le avversarie dell'Hibernian ai tempi supplementari. per il suo primo titolo la società deve attendere due anni, quando nella finale dell'edizione 2010 della Scottish Women's Premier League Cup supera per 4-1 lo Spartans.
Alla fine della stagione 2014 il Celtic ha subito un drastico sconvolgimento nell'organico, con il massiccio esodo tra giocatrici della prima squadra e giovani promesse, con un buon numero delle proprie atlete convinte della mancanza di iniziativa da parte del Celtic nel futuro della squadra femminile. Tra queste Gemma Fay, Rhonda Jones, Chloe Arthur e Heather Richards decidono di trasferirsi altrove, mentre alcune delle più rappresentative nazionali scozzesi quali Julie Fleeting e Suzanne Grant dichiararono l'intenzione di non proseguire l'attività agonistica per la stagione successiva.

## Palmarès
- Campionato scozzese: 1

2023-2024
- Scottish Women's Premier League Cup: 2

2010, 2023

## Organico

### Rosa 2024-2025
Rosa, ruoli e numeri di maglia aggiornati al 21 novembre 2024
| N. |                        | Ruolo | Calciatrice            |
| -- | ---------------------- | ----- | ---------------------- |
| 1  | Scozia (bandiera)      | P     | Chloe Logan            |
| 2  | Francia (bandiera)     | D     | Celya Barclais         |
| 3  | Galles (bandiera)      | D     | Amy Richardson         |
| 5  | Scozia (bandiera)      | C     | Natalie Ross           |
| 6  | Scozia (bandiera)      | D     | Chloe Craig            |
| 7  | Scozia (bandiera)      | A     | Amy Gallacher          |
| 8  | Scozia (bandiera)      | C     | Jenny Smith            |
| 9  | Danimarca (bandiera)   | C     | Signe Carstens         |
| 10 | Danimarca (bandiera)   | C     | Mathilde Carstens      |
| 11 | Scozia (bandiera)      | C     | Colette Cavanagh       |
| 12 | Stati Uniti (bandiera) | A     | Murphy Agnew           |
| 14 | Scozia (bandiera)      | C     | Shannon McGregor       |
| 15 | Scozia (bandiera)      | D     | Kelly Clark (capitano) |

| N. |                        | Ruolo | Calciatrice            |
| -- | ---------------------- | ----- | ---------------------- |
| 16 | Stati Uniti (bandiera) | D     | Hana Kerner            |
| 17 | Scozia (bandiera)      | A     | Morgan Cross           |
| 18 | Irlanda (bandiera)     | D     | Caitlin Hayes          |
| 19 | Scozia (bandiera)      | P     | Lisa Rodgers           |
| 20 | Irlanda (bandiera)     | A     | Saoirse Noonan         |
| 21 | Stati Uniti (bandiera) | A     | Kit Loferski           |
| 22 | Inghilterra (bandiera) | C     | Lucy Ashworth-Clifford |
| 23 | Scozia (bandiera)      | D     | Emma Lawton            |
| 24 | Portogallo (bandiera)  | D     | Bruna Lourenço         |
| 30 | Stati Uniti (bandiera) | P     | Kelsey Daugherty       |
| 41 | Scozia (bandiera)      | C     | Clare Goldie           |
| 67 | Argentina (bandiera)   | D     | Luana Muñoz            |
| 73 | Scozia (bandiera)      | C     | Maria McAneny          |

### Rosa 2022
Rosa, ruoli e numeri di maglia aggiornati all'8 agosto 2022
| N. |                          | Ruolo | Calciatrice              |
| -- | ------------------------ | ----- | ------------------------ |
| 1  | Scozia (bandiera)        | P     | Chloe Logan              |
| 2  | Stati Uniti (bandiera)   | C     | Taylor Otto              |
| 4  | Scozia (bandiera)        | C     | Lisa Robertson           |
| 5  | Scozia (bandiera)        | C     | Natalie Ross             |
| 6  | Scozia (bandiera)        | D     | Chloe Craig              |
| 7  | Scozia (bandiera)        | A     | Amy Gallacher            |
| 8  | Australia (bandiera)     | A     | Jacynta Galabadaarachchi |
| 9  | Cina (bandiera)          | C     | Shen Mengyu              |
| 10 | Canada (bandiera)        | A     | Clarissa Larisey         |
| 11 | Nuova Zelanda (bandiera) | C     | Olivia Chance            |

| N. |                        | Ruolo | Calciatrice            |
| -- | ---------------------- | ----- | ---------------------- |
| 15 | Scozia (bandiera)      | A     | Kelly Clark (capitano) |
| 18 | Inghilterra (bandiera) | D     | Caitlin Hayes          |
| 19 | Inghilterra (bandiera) | A     | Olivia Fergusson       |
| 22 | Inghilterra (bandiera) | C     | Lucy Ashworth-Clifford |
| 24 | Scozia (bandiera)      | A     | Tegan Bowie            |
| 26 | Scozia (bandiera)      | D     | Paige McAllister       |
| 27 | Scozia (bandiera)      | A     | Tiree Burchill         |
| 28 | Cina (bandiera)        | C     | Shen Menglu            |
| 52 | Scozia (bandiera)      | P     | Rachael Johnstone      |
|    | Scozia (bandiera)      | C     | Maria McAneny          |

### Rosa 2017
Rosa aggiornata al 24 aprile 2017.
| N. |                             | Ruolo | Calciatrice      |
| -- | --------------------------- | ----- | ---------------- |
| 2  | Stati Uniti (bandiera)      | D     | Kelsey Hodges    |
| 3  | Scozia (bandiera)           | D     | Cara McBrearty   |
| 4  | Scozia (bandiera)           | D     | Ellis Dalgliesh  |
| 5  | Scozia (bandiera)           | C     | Natalie Ross     |
| 7  | Scozia (bandiera)           | A     | Jamie-Lee Napier |
| 8  | Scozia (bandiera)           | C     | Mairead Fulton   |
| 9  | Scozia (bandiera)           | C     | Sarah Crilly     |
| 10 | Irlanda del Nord (bandiera) | C     | Kerry Montgomery |
| 11 | Scozia (bandiera)           | A     | Sarah Ewens      |
| 12 | Scozia (bandiera)           | D     | Courtney Whyte   |
| 13 | Scozia (bandiera)           | D     | Suzanne Mulvey   |

| N. |                        | Ruolo | Calciatrice            |
| -- | ---------------------- | ----- | ---------------------- |
| 14 | Scozia (bandiera)      | A     | Kirsty Howat           |
| 15 | Scozia (bandiera)      | A     | Kelly Clark (capitano) |
| 17 | Scozia (bandiera)      | D     | Claire Crosbie         |
| 18 | Scozia (bandiera)      | P     | Keira Gibson           |
| 19 | Scozia (bandiera)      | D     | Georgie Rafferty       |
| 21 | Stati Uniti (bandiera) | D     | Jaclyn Poucel          |
| 22 | Irlanda (bandiera)     | C     | Ruesha Littlejohn      |
| 23 | Scozia (bandiera)      | C     | Heather Richards       |
| 24 | Scozia (bandiera)      | D     | Stephanie Knox         |
| 25 | Scozia (bandiera)      | P     | Megan Cunningham       |
| 26 | Stati Uniti (bandiera) | C     | Darcy McFarlane        |

### Staff tecnico
Staff tecnico aggiornato all'8 giugno 2017
| Ruolo                     | Nome            |
| ------------------------- | --------------- |
| Allenatore                | David Haley     |
| Allenatore in seconda     | Peter Caulfield |
| Preparatore prima squadra | Andrew Wiseman  |
| Allenatore portieri       | Liam Campbell   |
| Fisioterapista            | David Porter    |